# Агатон Ґіллер

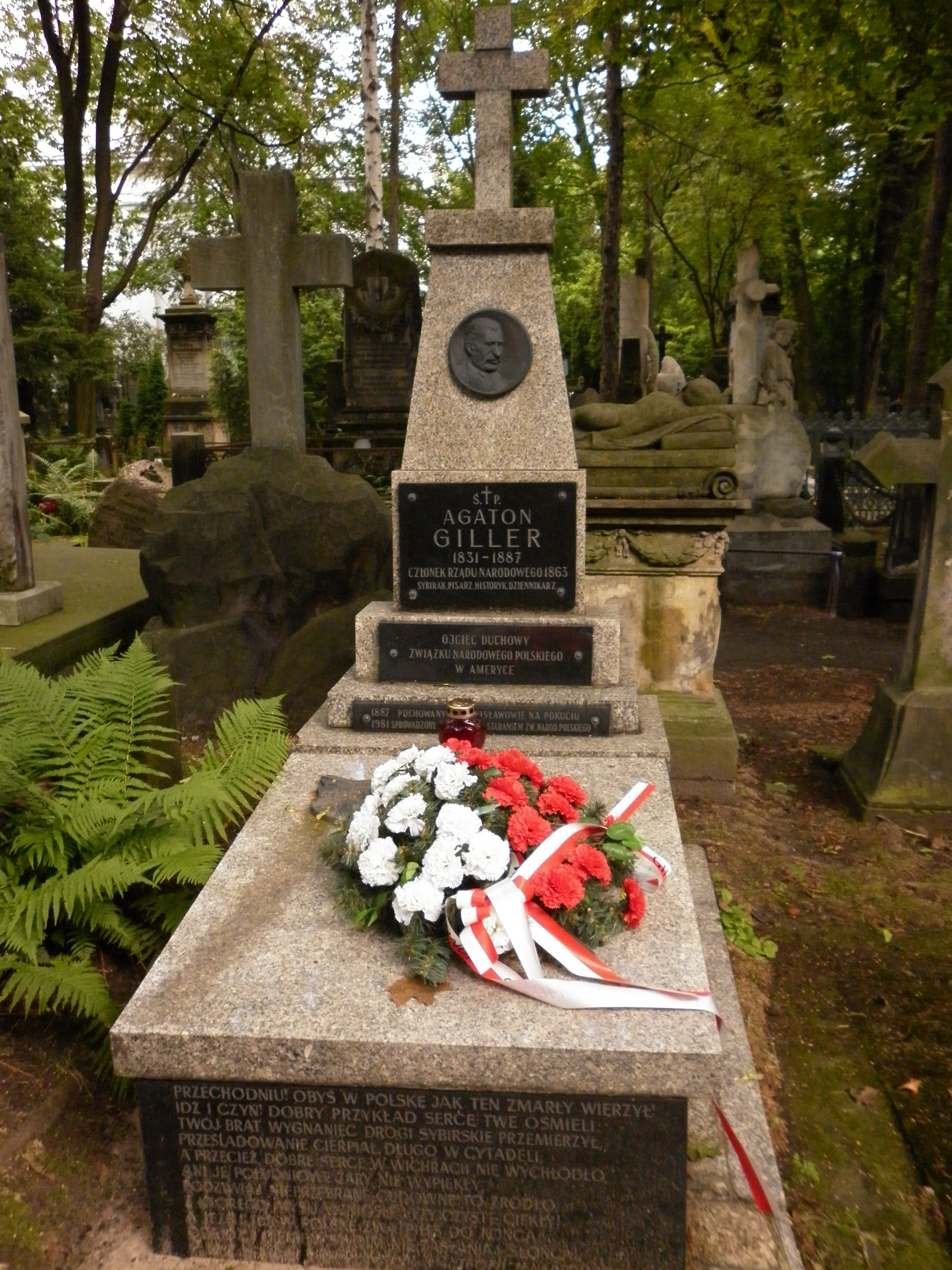
Могила Агатона Ґіллера на Повонзківському цвинтарі.

Аґа́тон Ґі́ллер (пол. Agaton Giller, 9 січня 1831, Опатувек, нині Каліський повіт Великопольського воєводства — 17 липня 1887, Станиславів) — польський політик, один із керівників Січневого повстання 1863 року, журналіст, письменник та історик. Брат Стефана Ґіллера.

## Біографічні дані
Аґатон Ґіллер народився в сім'ї опатувського бургомістра Яна Кантія Ґіллера і Францишки з дому Шпадковських. Мав брата Стефана Януарія і сестру Агрипіну. Навчався в Калішу, Варшаві й Ломжі. Самоук, вивчав польську історію та літературу. Під час Весни народів спробував проникнути в Угорщину, але в Рацибужі його заарештували німці. Вийшовши з в'язниці в лютому 1850 року, Агатон почав працювати домашнім учителем дітей заможних землевласників. У 1852-му переїхав до Кракова і на правах вільного студента вивчав історію в Ягеллонському університеті. Австрійські поліціянти викрили те, що Ґіллер революціонер і нелегально перебуває в Австрійській імперії. 10 квітня 1853 року його, як підданого Росії, передано в руки російської жандармерії. Був ув'язнений у Варшавській цитаделі за звинуваченням в антиросійській діяльності. Згідно з рішенням суду, Ґіллер мав відбувати каторжні роботи у штрафних батальйонах у Східному Сибіру. У кайданах, прикутий до залізного прута, він за 16 місяців пройшов цей етап пішки. Звільнившись із каторги у 1858 році, був змушений оселитися в Іркутську, де заснував польську школу, в якій сам викладав.
У жовтні 1860 повернувся на батьківщину й став працювати журналістом у Варшаві. Налагодив знайомства з членами Міської делегації, брав участь у маніфестаціях. Після кривавої розправи над учасниками демонстрації 8 квітня 1861 року Ґіллер поширив прокламацію — «Послання до всіх співвітчизників на польській землі» (Posłanie do wszystkich rodaków na ziemi polskiej), у якому закликав до братання людей із різних суспільних верств і до гуртового збройного виступу проти Росії. 16 жовтня був поранений під час різанини у Варшавському латинському катедральному соборі. З 1862 працював кореспондентом краківської газети «Час» (органу консервативного політичного угруповання «Станьчики») — у Польському Королівстві. Ставши членом Центрального національного комітету, відраджував радикальних червоних від спроби негайно розпочати повстання й закликав ліберальних білих відмовитися від ілюзії, що заворушення вдасться залагодити мирним шляхом. Ґіллер вважав, що успіху можна досягти завдяки добре приготованим і злагодженим військовим діям. 24 липня 1862 року відредагував інструкцію, за якою належало організувати масове повстання. Також був автор концепції створення таємних польських державних структур. У вересні того року Ґіллер разом із Зигмунтом Падлевським вирушив до Лондона, де знайшов порозуміння й вступив в угоду з Олександром Герценом, редактором російської демократичної газети Колокол («Дзвін»).
Після початку Січневого повстання Ґіллер вийшов із Центрального національного комітету (ЦНК), бо вважав, що воно передчасне й спровоковане росіянами. Незабаром, однак, увійшов до складу Виконавчого комітету — повстанчого уряду. Відкрито перейшовши на сторону білих, 24 лютого 1863-го повернувся до ЦНК й наполіг на тому, щоб диктатуру передати Мар'янові Лангевичу. Потім став його секретарем. 12 квітня 1863, після смерті на дуелі Стефана Бобровського, Ґіллер став головою Тимчасового національного уряду (від 10 травня 1863 — голова Національного уряду) й обіймав цю посаду до 23 травня. У той час він редагував повстанчі видання Strażnica, Ruch i Wiadomości pola bitwy. Ґіллер написав відозву до громадян прусської й австрійської частин Польщі, а також інструкцію агентам Національного уряду за кордоном. Після зміни уряду поїхав представляти його у Відні.
Діставши від червоних анонімний смертний вирок, Ґіллер усунувся від урядування. Після придушення Січневого повстання емігрував до Саксонії — спершу до Дрездена, а тоді до Лейпцига. 1864 року Ґіллера заочно засудили до чотирьох років позбавлення волі за те, що нелегально видавав у цьому місті часопис Ojczyzna. Тож він перебрався до Швейцарії, де перебував з 1864 по 1867 рік. Заснував у Бендліконі (кантон Цюрих) друкарню й у ній тиражував той же часопис. Організував товариство допомоги полякам, що емігрували у Швейцарію. Працюючи бібліотекарем у Рапперсвіллі (кантон Санкт-Галлен), Ґіллер подав ідею створити в цьому місті Польський національний музей, яку 1870 року реалізував Владислав Платер. У 1867-му, оселившись у Парижі, Ґіллер випускав газети Ojczyzna і Kurier Paryski. Організував товариство підтримки поляків, що емігрували й навчаються за кордоном. У 1870-му перебрався в Галичину. Співпрацював з виданнями Gazeta Narodowa i Ruch Literacki. 1877 року разом із Адамом Сапегою Агатон Ґіллер взявся формувати національний уряд у Галичині, щоб повести боротьбу проти Росії з допомогою Великої Британії та Туреччини. Тоді австро-угорська влада видалила Ґіллера з країни. 1878 року він повернувся до Рапперсвілля. Працюючи в Польському національному музеї, запропонував заснувати польську державну скарбницю. Взяв участь у формуванні Польського легіону в Туреччині. З його поради поляки, що проживали у США, 1880 року створили Національний союз Польщі. У 1880-му Ґіллер зміг в'їхати в Галичину. 1884 року остаточно осів у Станиславові, поселившись у сестри — Агрипіни Коперницької. Співпрацював з газетою Kurier Stanisławowski та іншими часописами у Львові, Познані й США.
Агатон Ґіллер помер від пневмонії 1887 року у Станиславові (нині Івано-Франківськ). Був похований на Сапегівському кладовищі в цьому місті. Наприкінці 1970-х Івано-Франківська міськрада постановила зруйнувати кладовище. Постанову виконано, а 1981 року, з ініціативи членів Національного союзу Польщі, Ґіллерові останки перепоховали на Повонзківському цвинтарі. На могилі написано епітафію Теофіля Ленартовича:

| Przechodniu! Obyś w Polskę jak ten zmarły wierzył! Idź i czyń! Dobry przykład serce twe ośmieli. Twój brat wygnaniec drogi syberyjskie przemierzył, Prześladowanie długo cierpiał w cytadeli. A przecież dobre serce w wichrach nie ochłodło, Ani je południowe żary nie wypiekły, Podziwiaj nieprzebrane cudowne to źródło, Z którego myśli wzniosłe i łzy czyste ciekły! A jeśli już w Polskę zwątpiłeś bez końca, Odejdź! I cieniem swym nie zasłaniaj słońca! |

## Твори
- Groby polskie w Irkucku, Kraków 1864 (пол.)
- Podróż więźnia etapami do Syberyi w roku 1854. T. 1 Lipsk 1866[недоступне посилання з лютого 2019] (пол.)
- Podróż więźnia etapami do Syberyi w roku 1854. T. 2 Lipsk 1866[недоступне посилання з лютого 2019] (пол.)
- Opisanie zabajkalskiej krainy. T. 1-3. Lipsk, 1867 (пол.)
- Polska w walce. T. 1-2, 1868, 1875
- Z wygnania. T. 1 Lwów 1870[недоступне посилання з лютого 2019] (пол.)
- Z wygnania. T. 2 Lwów 1870[недоступне посилання з лютого 2019] (пол.)
- Historia powstania narodu polskiego. Т. 1-4. Paryż 1867—1871 (пол.)
- Polska na Wystawie Powszechnej we Wiedniu, 1873
- Z podróży po krainach słowackich, 1876
- Aleksander hrabia Wielopolski margrabia Gonzaga Myszkowski, Lwów 1878 (пол.)
- Agaton Giller. O Władysławie hr. Tarnowskim. „Ruch Literacki”. 1, 1878.